# Тонаскет (Вашингтон)
Тонаскет (англ. Tonasket) — місто (англ. city) в США, в окрузі Оканоган штату Вашингтон. Населення — 1103 особи (2020).

## Географія
Тонаскет розташований за координатами 48°42′31″ пн. ш. 119°26′34″ зх. д. / 48.70861° пн. ш. 119.44278° зх. д. (48.708534, -119.442779).  За даними Бюро перепису населення США в 2010 році місто мало площу 2,08 км², уся площа — суходіл. В 2017 році площа становила 2,50 км², з яких 2,45 км² — суходіл та 0,05 км² — водойми.

### Клімат
| Клімат : Тонаскет       | Клімат : Тонаскет | Клімат : Тонаскет | Клімат : Тонаскет | Клімат : Тонаскет | Клімат : Тонаскет | Клімат : Тонаскет | Клімат : Тонаскет | Клімат : Тонаскет | Клімат : Тонаскет | Клімат : Тонаскет | Клімат : Тонаскет | Клімат : Тонаскет | Клімат : Тонаскет |
| Показник                | Січ.              | Лют.              | Бер.              | Квіт.             | Трав.             | Черв.             | Лип.              | Серп.             | Вер.              | Жовт.             | Лист.             | Груд.             | Рік               |
| Абсолютний максимум, °C | 15,0              | 17,2              | 24,4              | 35,6              | 36,7              | 38,9              | 42,8              | 41,1              | 38,3              | 30,0              | 21,1              | 19,4              | 42,8              |
| Середній максимум, °C   | 0,6               | 4,4               | 11,7              | 17,2              | 22,2              | 26,7              | 31,1              | 31,1              | 25,6              | 16,7              | 6,7               | 0,0               | 16,2              |
| Середній мінімум, °C    | −6,1              | −4,4              | −0,6              | 2,8               | 6,7               | 10,6              | 13,9              | 13,9              | 8,9               | 2,2               | −2,2              | −6,7              | 3,3               |
| Абсолютний мінімум, °C  | −30               | −32,2             | −21,7             | −9,4              | −7,2              | −1,1              | 1,7               | 1,1               | −6,7              | −13,3             | −19,4             | −29,4             | −32,2             |
| Норма опадів, мм        | 43                | 34                | 30                | 27                | 33                | 31                | 21                | 12                | 15                | 28                | 46                | 65                | 385               |
| ----------------------- | ----------------- | ----------------- | ----------------- | ----------------- | ----------------- | ----------------- | ----------------- | ----------------- | ----------------- | ----------------- | ----------------- | ----------------- | ----------------- |
| Джерело:                |                   |                   |                   |                   |                   |                   |                   |                   |                   |                   |                   |                   |                   |

## Демографія
Згідно з переписом 2010 року, у місті мешкали 1032 особи в 453 домогосподарствах у складі 234 родин. Густота населення становила 496 осіб/км².  Було 511 помешкання (246/км²).
Расовий склад населення:
| - 81,9 % — білих - 2,0 % — корінних американців - 1,0 % — азіатів - 0,6 % — чорних або афроамериканців - 11,2 % — осіб інших рас |

До двох чи більше рас належало 3,3 %. Частка іспаномовних становила 16,5 % від усіх жителів.
За віковим діапазоном населення розподілялося таким чином: 19,3 % — особи молодші 18 років, 54,4 % — особи у віці 18—64 років, 26,3 % — особи у віці 65 років та старші. Медіана віку мешканця становила 47,5 року. На 100 осіб жіночої статі у місті припадало 91,8 чоловіків;  на 100 жінок у віці від 18 років та старших — 85,9 чоловіків також старших 18 років.
Середній дохід на одне домашнє господарство  становив 30 566 доларів США (медіана — 18 576), а середній дохід на одну сім'ю — 44 487 доларів (медіана — 35 114). Медіана доходів становила 35 833 долари для чоловіків та 18 636 доларів для жінок. За межею бідності перебувало 33,1 % осіб, у тому числі 44,0 % дітей у віці до 18 років та 15,4 % осіб у віці 65 років та старших.
Цивільне працевлаштоване населення становило 317 осіб. Основні галузі зайнятості: освіта, охорона здоров'я та соціальна допомога — 40,4 %, роздрібна торгівля — 17,4 %, мистецтво, розваги та відпочинок — 9,8 %, сільське господарство, лісництво, риболовля — 8,2 %.